# Серобрюхая сумчатая мышь
Серобрюхая сумчатая мышь (лат. Sminthopsis griseoventer) — вид из рода узконогих сумчатых мышей семейства хищные сумчатые. Эндемик Австралии.

## Распространение
Обитает в юго-западной части австралийского штата Западная Австралия. Встречается также на острове Булангер. Кроме того, две изолированные популяции имеются на полуострове Эйр в штате Южная Австралия. Естественная среда обитания - редколесья с преобладанием эвкалиптов и банксий, вересковые пустоши, сезонные болотистые местности.

## Внешний вид
Длина тела с головой колеблется от 69 до 88 мм, хвоста — от 56 до 66 мм. Вес взрослой особи — от 18 до 27 г. Волосяной покров длинный, густой и мягкий. Спина светло-серого цвета с более тёмным оттенком по бокам. Брюхо окрашено в оливково-серый цвет с вкраплениями светло-серого цвета. Морда вытянутая, заострённая. Уши большие, треугольные. Задние лапы узкие. Хвост средний. Как и у ряда других представителей рода у серобрюхой сумчатой мыши в основании хвоста присутствуют жировые отложения.

## Образ жизни
Ведут наземный, одиночный образ жизни. Активность приходится на ночь. Питаются преимущественно насекомыми, а также мелкими беспозвоночными, позвоночными и фруктами. Еду ищут под упавшей листвой, руководствуясь, в первую очередь, своим обонянием. Размеры жертвы не превышают 3 см.

## Размножение
Период размножения приходится на зиму-весну (по меркам Южного полушария). В течение года самка приносит один выводок, в котором может быть до восьми детёнышей. В течение пяти недель детёныши держатся в сумке матери. Половая зрелость наступает примерно через год. Максимальная продолжительность жизни в неволе - 3,6 лет.